# Rico de Souza
Ricardo Fontes de Souza (Rio de Janeiro, 1952), conhecido como Rico, é um surfista brasileiro. É considerado como um dos pioneiros da modalidade no Brasil , portanto, um dos primeiros ídolos desse esporte no país.

## Biografia
Natural do bairro do Leblon, no Rio de Janeiro, Rico começou a se interessar pelo surfe  na infância, começando a praticar com prancha de isopor. Tentou seguir a carreira de advogado, o que era o desejo de seu pai. Entretanto, só cursou até o sexto ano de Direito.
Rico ajudou a colocar o Brasil no mapa do surfe internacional. Ele convenceu o norte-americano Randy Rarick, responsável pela profissionalização do surfe, a trazer ao Brasil alguns dos principais praticantes da modalidade, em 1975, para a realização de um campeonato. O feito tornou-se o embrião para a entrada do país na primeira edição do circuito mundial, em 1976.
Em sua carreira, Rico acumulou viagens para o Havaí, a África do Sul e Indonésia. Obteve um patrocínio da TV Globo, que dava passagem e suporte ao surfista em suas viagens.
Rico foi campeão brasileiro por duas vezes: em 1972 e 1973, em Ubatuba. Conquistou o tricampeonato brasileiro de longboard nos anos de 1987, 1988 e 1989.
Dentre os feitos internacionais estão o vice-campeonato de longboard nos jogos mundiais amadores da International Surfing Association, em 1988, e o vice-campeonato mundial de longboard no circuito da Association of Surfing Professionals (1989).
Em 2006, Rico surfou em uma prancha de 8,05m de comprimento, considerada a maior do mundo na época.
Rico foi tema do filme documentário "Surfar é Coisa de Rico", dirigido por Guga Sandler. Em 2021, foi lançado o livro biográfico  “Rico — O Embaixador do Surfe”.
Fora das competições, Rico fundou uma escola de surfe e uma grife com seu nome, com pranchas, roupas e acessórios. É dono de um quiosque na Praia da Macumba, no Recreio dos Bandeirantes.